# Meghan Trainor
Meghan Elizabeth Trainor (Nantucket, Massachusetts, 22 de diciembre de 1993) es una cantante, compositora, actriz de voz y productora musical estadounidense. Hija de un músico; a los seis años comenzó a cantar y a los once empezó a componer canciones. Escribió, grabó y produjo dos álbumes de estudio y un EP no-oficiales que publicó de forma independiente entre los quince y diecisiete años. En 2011 firmó un contrato de edición con Big Yellow Dog Music y continuó su carrera como compositora durante dos años.
Después de firmar un contrato discográfico con Epic Records en 2014, Trainor saltó a la fama con el lanzamiento de su sencillo debut oficial «All About That Bass» que se convirtió en un éxito comercial y en listas musicales en varios países. Seguido de su álbum de estudio debut, Title (2015), que ingresó a la número 1 del Billboard 200 de Estados Unidos y situó cuatro sencillos entre los quince principales de la Billboard Hot 100: «All About That Bass», «Lips Are Movin», «Dear Future Husband» y «Like I'm Gonna Lose You». Title ha vendido más de tres millones de copias en los Estados Unidos y fue certificado tres veces platino por la RIAA.

## Biografía y carrera artística

### 1993-2008: infancia y comienzos artísticos
Meghan Trainor nació el 22 de diciembre de 1993 en la isla Massachusetts
de Nantucket en los Estados Unidos. Hija de Kelly Anne «Kelli» (Jekanowski) y de Gary Trainor, propietarios de una tienda de joyerías llamada Jewel of the Isle on Straight Wharf. El padre de Trainor es un músico de profesión, que fue instructor de música en la Nantucket High School desde finales de la década de años setenta hasta los años ochenta. Él toca el piano, el órgano y realiza actuaciones musicales en la Iglesia Metodista Unida de Nantucket (en inglés, Nantucket United Methodist Church). Trainor tiene un hermano mayor llamado Ryan (1992) y un hermano menor de nombre Justin. Sus tíos Lisa y Burton Toney, son compositores e intérpretes de música soca, y Bob Lapalm, tío abuelo de Trainor por parte de madre, fue miembro de la banda de rock NRBQ.
Desde muy joven mostró interés de ser una artista, aunque cohibida por su peso. A los seis años comenzó a cantar en la iglesia con su padre, y a los once años empezó a escribir canciones a partir de su propio arreglo de la canción «Heart and Soul» (1938) que realizó para tocar en una fiesta de un tío y su esposa. Un día, después de llegar de la escuela, Trainor comentó a su padre que «tenía una voz increíble y que tenía que grabarla», lo que la motivó a escribir sus propias canciones y a realizar interpretaciones frecuentemente. Trainor afirma que siempre recibió el apoyo de sus padres y que cuando tenía trece años compraron una MacBook para que produjera sus composiciones. Su padre la animó a componer música de diversos géneros.
A los doce años, Trainor integró una banda familiar llamada Island Fusion que llevó a cabo puestas en escena en fiestas y bares de Nantucket. La banda incluía a su tío trinitense, a una tía, su hermano menor y su padre. Ella interpretaba música soca, sus propias canciones y también versiones de temas de otros artistas. Además actuaba como pianista, guitarrista y en el bongo; formó parte de la agrupación durante cuatro años. Trainor fue criada en Nantucket, pero cuando estaba en el octavo grado de la escuela secundaria, sus padres se residenciaron temporalmente a la localidad de Orleans en Massachusetts, antes de establecerse en North Eastham para que sus tres hijos asistieran a la Nauset Regional High School. En la escuela estudió guitarra y era una porrista sustituta. Además cantó y tocó la trompeta en una banda de jazz durante tres años. Ella regresó de la Nauset Regional High School en el año 2012. Trainor recibió lecciones de guitarra por parte de Johnny Spampinato, exguitarrista de NRBQ, en Cabo Cod en 2008. Cuando tenía quince años, sus padres construyeron en casa un estudio de grabación para ella y durante ese tiempo utilizó la ampliación Logic Studio, de Apple Inc., para grabar y componer sus canciones.

### 2009-2013: inicios de su carrera como compositora
Entre los quince y diecisiete años, Trainor lanzó tres álbumes manera independiente producidos y compuestos por ella misma. Su álbum debut epónimo, Meghan Trainor, se publicó el 25 de diciembre de 2009. Trainor asistió a las ediciones de 2009 y 2010 del concurso de talento Berklee College of Music's Performance Program, obteniendo buenos puntuaciones por sus composiciones. El 16 de abril de 2010 lanzó una canción llamada «Take Care of Our Soldiers» en ayuda de las tropas estadounidenses en el extranjero. En 2011, Trainor lanzó dos álbumes acústicos, I'll Sing with You y Only 17. En reconocimiento a sus obras musicales, entre 2009 y 2011 recibió varios galardones y reconocimientos entre ellos el premio Mejor Artista Femenino en los International Acoustic Music Awards de 2009, el Grand Prize en el New Orleans Songwriter's Festival, el Tennessee Concerts Song Contest de 2011 y el John Lennon Love Song Songwriting Contest. Sus padres la llevaron a convenciones en Colorado y Nashville. En una de ellas conoció al músico Al Anderson, exmiembro de NRBQ. Impresionado por la destreza vocal y composición de Trainor, sugirió a Carla Wallace, de su casa editora Big Yellow Dog Music, firmar un contrato de grabación con ella, pero en ese entonces no se concretó. A ella se le dio una beca para estudiar en el Berklee College of Music; Sin embargo, decidió renunciar a la universidad para seguir una carrera como compositora en su lugar, ya que pensaba que tendría éxito como escritora de música pop.
A los diecisiete años, Wallace finalmente le ofreció un contrato discográfico. Al aceptar, comenzó su carrera como compositora a sueldo, en parte debido a su habilidad para escribir canciones de diversos géneros. A finales de abril de 2012 publicó una canción titulada «Who I Wanna Be». Durante 2013 Trainor viajó a las ciudades de Nashville, Nueva York y Los Ángeles para escribir canciones y también para ayudar en la producción de temas pop y country. Asimismo cantó como respaldo vocal y en los coros para demos de artistas; algunas veces hacía las voces en el corte final de las canciones. Ella también tuvo la oportunidad de escribir canciones para artistas de Italia y Dinamarca.
En junio de 2013 Kevin Kadish conoció a Trainor por referencia de Wallace, quien le comentó que era una buena compositora. Kadish al escucharla cantar vio un gran potencial en ella como una artista; él piensa que hubo personas que la desalentaron a ser una artista. Kadish y Trainor compartían afinidad por la música de los años cincuenta; juntos comenzaron a componer y a grabar en el mismo mes. A pesar de tener una buena conexión con Kadish, la cantante no estaba a gusto con los traslados a Los Ángeles para las sesiones de grabación. Asimismo sus padres no permitieron a Trainor establecerse en dicha ciudad por lo costoso del hospedaje. En noviembre de 2013 Trainor decidió mudarse a Nashville en su lugar, donde comenzó a escribir canciones para varios artistas, incluyendo Hunter Hayes, Rascal Flatts, R5 y Sabrina Carpenter.

### 2014-2015: revelación y fama mundial conAll About That Bass
El productor Kadish, en una de las sesiones de grabación que tuvo con Trainor a finales de 2013, mostró a la artista una lista de posibles títulos para canciones, al llamarle la atención el encabezamiento «All About That Bass», sugirió a Kadish escribir el tema basándose en el amor hacia «su cuerpo y su trasero». Como la mayoría de sus obras de ese entonces, estaba destinada a ser dada a otro artista; sin embargo, fue descartada por varias intérpretes, incluyendo Beyoncé y Adele, porque según los ejecutivos de sus sellos, carecía de un coro pegadizo. Ellos siguieron mostrando el demo a varias casas discográficas, hasta que finalmente llamó la atención de L.A. Reid, director ejecutivo de Epic Records, quién al escuchar la maqueta quedó impresionado por la destreza vocal de Trainor. Reid pidió a Paul Pontius, su caza talentos, contactar a Trainor. Una semana después ella viajó a Los Ángeles y tuvo una cita con los empresarios en su oficina, donde actuó para ellos acompañada de un ukelele; al quedar encantados con su interpretación, pidieron firmar un contrato de grabación con su sello Epic. Trainor contrató a Troy Carter como su representante artístico.

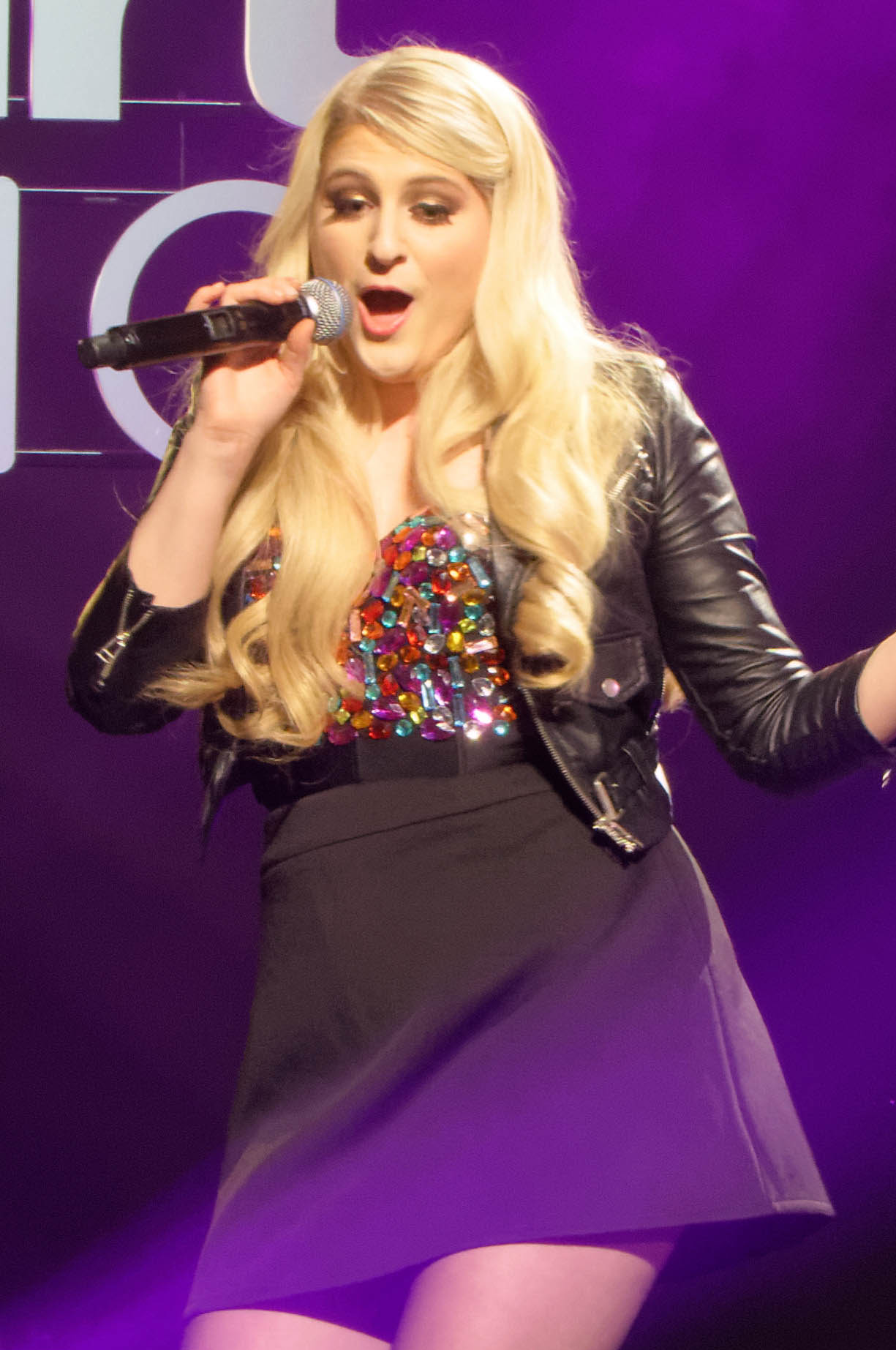
Trainor en una actuación musical en The Wells Fargo Center en Filadelfia durante The Jingle Ball Tour en 2014.

Después de ser grabada «All About That Bass» en un estudio, el 30 de junio de 2014 Epic la puso en venta como el primer sencillo oficial de la artista, junto con un vídeo musical, que se hizo viral en la Internet. A pesar de ser un tema con un mensaje de «autoaceptación», algunos críticos musicales y usuarios de redes sociales sintieron que, la artistas con el tema, atacaba a las mujeres de contextura delgada, etiquetándola como una canción «antifeminista». Por otro lado, hubo articulistas que elogiaron la canción, entre ellos Gary Trust, de Billboard, que escribió que «es más que una canción pop con un ritmo contagioso». El tema tuvo un buen recibimiento tanto en ventas como en posiciones en listas musicales; se situó en el primer puesto en más de cincuenta ránquines de éxitos musicales, entre los que incluye el Reino Unido, Australia, Canadá, México, Alemania e Irlanda. En los Estados Unidos el tema alcanzó la posición número 1 del Billboard Hot 100 a inicios de septiembre de 2014, lo que convirtió a su intérprete en una de las féminas que con su sencillo debut encabezó dicho listado musical. En total, «All About That Bass» perduró ocho semanas consecutivas en la primera posición del Billboard Hot 100, así, pasó a ser el tema de un artista de Epic Records con la mayor duración en el primer puesto del ranking, superando el récord de Michael Jackson. Al finalizar el 2014 figuró como la cuarta canción más vendida del año, con 4.38 millones de copias, y según el reporte de ventas de la Federación Internacional de la Industria Fonográfica (IFPI), se vendieron once millones de copias del sencillo a nivel mundial, por lo cual se cataloga como uno de los sencillos más vendidos en el mundo. «All About That Bass» estuvo nominada a la canción del año y grabación del año en la edición 57 de los Premios Grammy de 2015, pero perdió ambas nominaciones ante «Stay With Me» de Sam Smith. En la edición de 2016 del Guinness World Records Trainor obtuvo una mención por «All About That Bass» al ser la «Primera canción en ingresar a las 40 principales de la lista de sencillos de Reino Unido solamente con streams».
A inicios se septiembre de 2014 se publicó el extended play (EP) debut de la artista, Title, producido y compuesto por la misma intérprete y Kadish. El EP tuvo un éxito moderado al ingresar a las veinte principales de la lista Billboard 200 de Estados Unidos y la lista de álbumes de Canadá, respectivamente. El 21 de octubre Trainor lanzó su segundo sencillo, «Lips Are Movin», y alcanzó el puesto número 4 de la Billboard Hot 100, por lo cual convirtió a la intérprete en la quinta artista en situar a sus dos primeros sencillos entre los cinco principales de dicha lista. El tema también se convirtió en un éxito en Europa al entrar al puesto dos del listado de sencillos de España y Reino Unido, la cinco en Irlanda y la seis en Austria. Asimismo en Oceanía ocupó el tercer y quinto lugar del listado de sencillos de Australia y Nueva Zelanda, respectivamente. r
En noviembre de 2014 Trainor apareció como mentora invitada en la séptima temporada de la serie norteamericana The Voice, y en los American Music Awards optó al premio artista nuevo del año. De acuerdo con el reporte anual de búsquedas de Google de 2014, Trainor figuró en el cuatro lugar de los artistas musicales que coparon los temas de tendencia a nivel mundial y de búsquedas durante el año, solo detrás de Iggy Azalea, Lorde y Sam Smith. Por otro lado, Billboard la ubicó en el cuatro lugar de su lista de reconocimiento «mejor artista nuevo del año». En 2014, Sony Music Entertainment, propietario de Epic Records, pidió a la editorial de Trainor, Big Yellow Dog Music, retirar de circulación los tres álbumes de estudio autoproducidos y compuestos por ella, para así presentar a Title en los mercados musicales como el álbum de estudio debut de la artista. Title se publicó el 9 de enero de 2015; incluye las cuatro canciones de las que consta el EP del mismo nombre. El disco se situó en la posición 1 del Billboard 200 de Estados Unidos, lo que la convirtió a Trainor en la décima artista que sitúa a su sencillo y álbum debut en la primera posición del Billboard 200 y el Billboard Hot 100. Title también ingresó al primer puesto de lista de álbumes de Australia, Nueva Zelanda y el Reino Unido, y entre las primeras cinco posiciones en Suiza, España e Irlanda. En el informe de ventas de álbumes de 2015 en los Estados Unidos, Title figuró como el séptimo más vendido del año con 1.79 millón de copias y en reconocimiento a sus ventas la Recording Industry Association of America (RIAA) lo certificó platino. El disco posicionó a tres sencillos entre los diez principales del listado de éxitos Billboard Hot 100. En los People's Choice Awards de 2016, Title ganó el premio álbum favorito y para los Premios Juno de 2016 está nominado al álbum internacional del año.

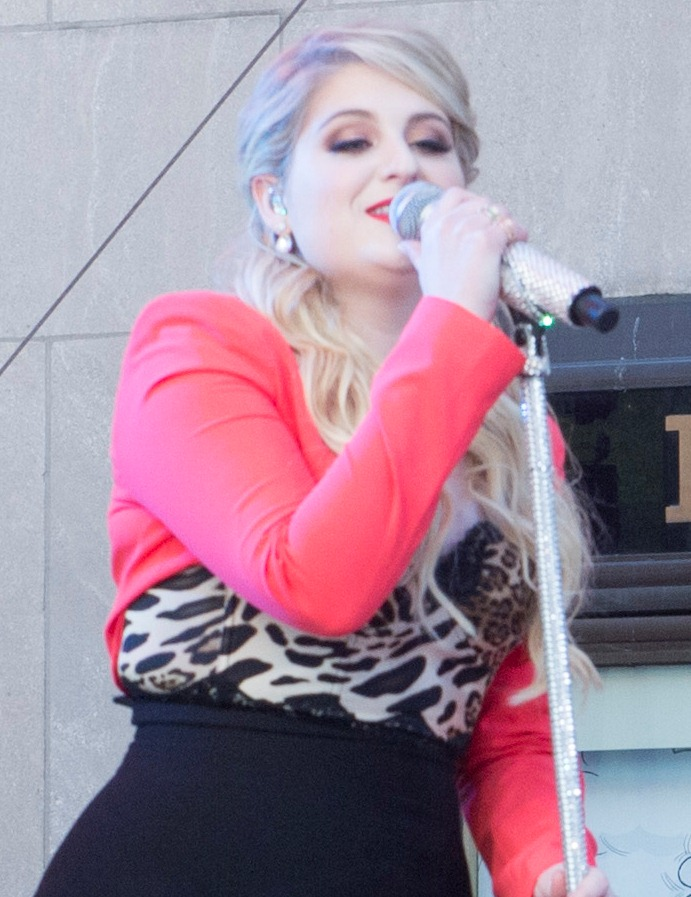
Trainor en un espectáculo para The Today Show en 2015.

El 11 de febrero de 2015 Trainor dio inicio a la etapa Norteamericana de su primera gira musical That Bass Tour en Vancouver, Canadá para promover su álbum debut, Title. Ella también realizó espectáculos en Asia, Europa y Oceanía. Para seguir con la promoción de Title, Trainor planificó una segunda gira de conciertos llamada The MTrain Tour; sin embargo, canceló la mayoría de los espectáculos debido a una hemorragia de las cuerdas vocales.
A mediados de marzo de 2015 «Dear Future Husband» salió a las tiendas musicales el tercer sencillo de Title. El tema tuvo un éxito moderado en los Estados Unidos al obtener la posición 14 del Billboard Hot 100. Para la promoción la canción se publicó un videoclip que incluye un cameo de Charlie Puth, artista con quien colaboró vocalmente para la canción «Marvin Gaye», que dio a la artista su segundo encabezamiento en la número uno de la lista de sencillos de Reino Unido, seguido por «All About That Bass» que permaneció cuatro semanas en la primera posición de dicho ranking musical. En los Billboard Music Awards de 2015 Trainor ganó los galardones mejor canción digital y mejor canción Hot 100 por «All About That Bass», y figuró entre los nominados al Mejor Artista Nuevo y Mejor Artista Femenino, entre otros. En la ceremonia, interpretó un tema llamado «Like I'm Gonna Lose You», que cuenta con la participación vocal de John Legend, que sin ser promocionado como un sencillo, consiguió buenas posiciones en listas musicales de varios países, entre ellas la lista de sencillos de Australia, donde pasó a ser el segundo sencillo número uno de la intérprete. También alcanzó el primer puesto en la lista de sencillos de Nueva Zelanda y la once en Canadá. En los Estados Unidos, al ubicarse en el puesto 8 del Billboard Hot 100, marcó el tercer sencillo de Trainor que se situó entre los diez principales de dicho listado. Además se convirtió en el primer tema de la intérprete que obtuvo la posición 1 del Adult Pop Songs, de Billboard.

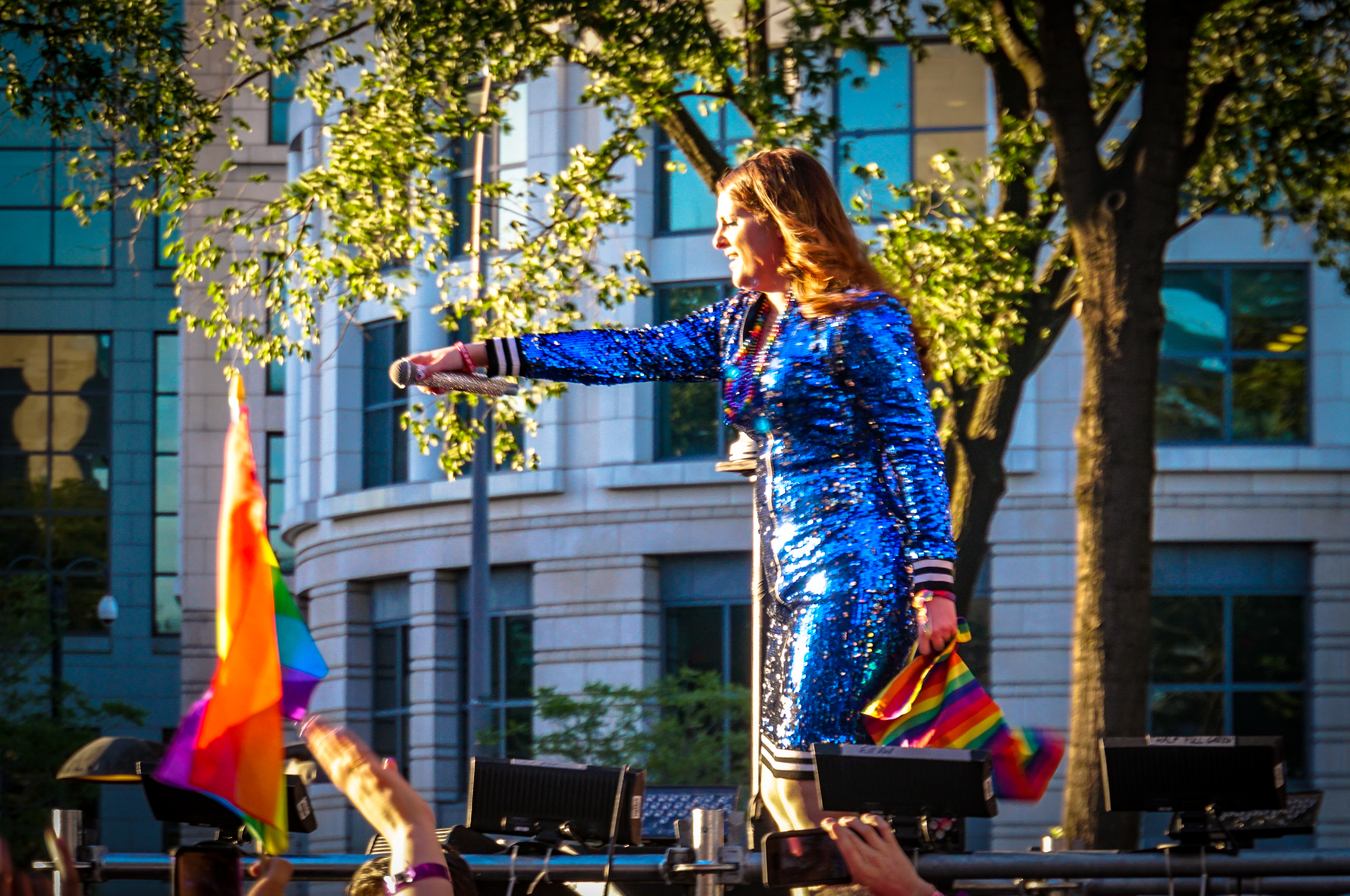
Meghan Trainor .Capital Pride Washington D. C. USA

El 28 de julio de 2015, se anunció que Trainor escribiría e interpretaría una canción titulada «Better When I'm Dancin'» para la banda sonora de la película animada The Peanuts Movie (2015). Ella también colaboró en la composición de un tema de Rascal Flatts, «I Like the Sound of That», que salió a la venta en agosto de 2015 como un sencillo. Los temas «Better When I'm Dancin'» y «All About That Bass» fueron incluidos en la banda del juego Just Dance 2016, que se lanzó en octubre de 2015. El 30 de octubre, Trainor apareció en el programa estadounidense Undateable como invitado musical. Ella también hizo un cameo como una cliente llamada Meghan. Ella y Ariana Grande colaboraron vocalmente en la canción «Boys like You» de Who Is Fancy, que se publicó el 23 de noviembre, y en los American Music Awards de 2015 estuvo nominada a los galardones artista del año y artista femenina favorita pop/rock.

### 2016 — 2017
A principios de 2016 Trainor ganó el galardón mejor artista nuevo en la edición 58 de los Premios Grammy, y para los Premios Brit de 2016 fue candidata al galardón solista internacional femenino. En febrero de 2016 la artista desveló que el lanzamiento del sencillo principal de su segundo álbum se llevaría a cabo el 4 de marzo y que se titularía «NØ". El primer single de la era "Thank You" fue un éxito al ubicarse en el #3 en el Billboard Hot 100, siendo el tercer top 5 de Meghan.». Asimismo dio a conocer que su segundo álbum sería publicado en el transcurso del año y que llevaría por nombre Thank You. El disco (Thank You) fue lanzado el 7 de mayo en exclusiva con Apple Music y a partir del 13 del mismo mes fue lanzado a travès de iTunes. El segundo sencillo de "Thank You" es "Me Too"
El 3 de marzo de 2017, se anunció que Trainor escribiría e interpretaría una canción titulada «I'm a Lady» para la banda sonora de la película animada Smurfs: The Lost Village.

### 2018 — 2019
En una entrevista con Entertainment Tonight, Trainor dijo que su tercer álbum de estudio había sido completado, y agregó "es realmente especial, toda mi familia canta en cada canción y Daryl canta en cada canción". Mi padre toca el piano y los órganos en una canción. Más tarde, el 24 de febrero de 2018 reveló en su Instagram que el primer sencillo del álbum se llamaría "No Excuses", y anunció que la canción y el vídeo musical serían lanzados el 1 de marzo de 2018. Trainor más tarde anunció que el álbum se retrasaría y 1 año después lanzó el segundo sencillo “Wave” en colaboración con Mike Sabath anunciando que su álbum saldría a principios de 2019, pero después de múltiples atrasos, su tercer álbum “Treat Myself” saldría finalmente hasta el 31 de enero de 2020 lanzando como tercer sencillo oficial el tema “Nice To Meet Ya” a dueto de la famosa rapera Nicki Minaj y posteriormente a mediados de año anuncia la versión Deluxe con el cuarto sencillo “Make You Dance” y en ese mismo año lanzando su primero disco navideño “A Very Trainor Christmas” el cual alcanzó el puesto #88 del Billboard 200.

### 2022–presente:Takin' It BackyTimeless
El 21 de junio de 2022, Trainor anunció «Bad for Me», el sencillo principal de su quinto álbum de estudio, que cuenta con la colaboración de Teddy Swims y fue lanzado el 24 de junio de 2022. El día anterior a su lanzamiento, reveló la portada del álbum junto con el título Takin' It Back; el cual fue lanzado el 21 de octubre de 2022. El 28 de septiembre de 2022, la cadena Seven Network de Australia anunció que Trainor sería jueza en Australian Idol en 2023. «Made You Look» fue lanzado como el segundo sencillo del álbum y se convirtió en su primer sencillo en alcanzar el top 10 del UK Singles Chart desde «Marvin Gaye». La canción alcanzó el top 5 en países como Irlanda, Australia y Nueva Zelanda, y llegó al número 11 en el Billboard Hot 100.
En 2023, Trainor anunció su primer libro, Querida Futura Mamá, el cual fue lanzado el 25 de abril. Kris Jenner apareció en el video musical de su sencillo «Mother» (2023), de la edición de lujo de Takin' It Back. Trainor lanzó colaboraciones con varios artistas ese año: «Alright» con el cantante australiano Sam Fischer en junio, «Chicken Little» con el cantante estadounidense Spencer Sutherland en julio, y «Mr. Right» con la cantante inglesa Mae Stephens en agosto.
El 14 de marzo de 2024, Trainor y T-Pain lanzaron la canción «Been Like This» como el sencillo principal de su próximo sexto álbum de estudio con la discográfica Epic Records, Timeless (2024). El álbum está programado para ser lanzado el 7 de junio de 2024. En apoyo a Timeless, Trainor emprenderá The Timeless Tour en septiembre de 2024, con Natasha Bedingfield, Paul Russell, Chris Olsen y Ryan como actos de apertura.

## Vida personal
El 22 de diciembre de 2018 se casó con el actor Daryl Sabara. En octubre de 2020 se confirmó que estaba esperando su primer hijo. El 8 de febrero de 2021 nació su primer hijo, un varón llamado Riley. En enero de 2023 anunció su segundo embarazo. El 1 de julio de 2023 nació su segundo hijo, Barry Bruce.

## Arte

### Influencias

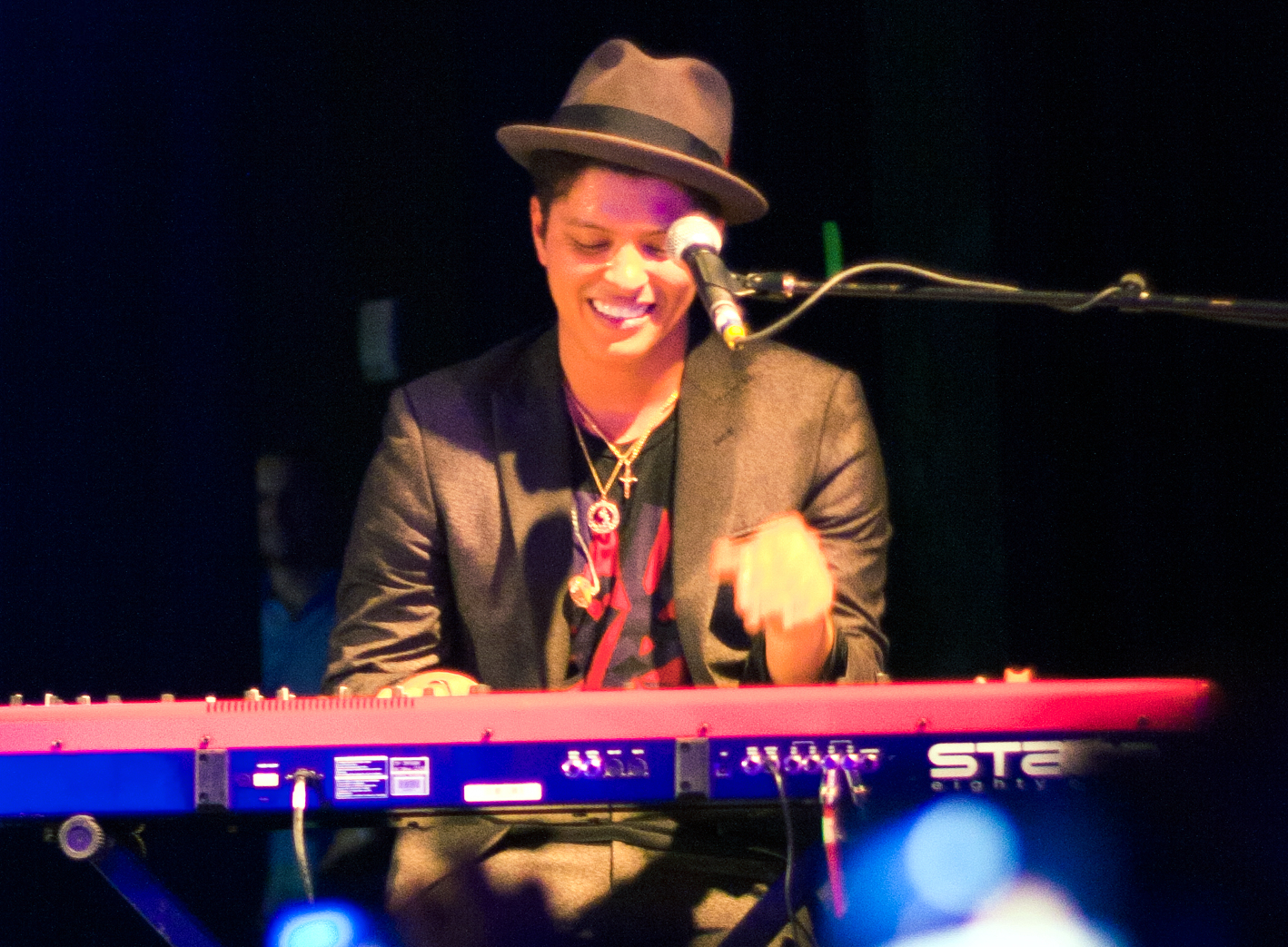
Trainor cita a Bruno Mars (en la imagen) como una de sus mayores influencias.

Al crecer, Trainor se aficionó con la música de los años cincuenta, el doo wop, jazz y las obras de James Brown por su padre. Ella comenta que la música de Frank Sinatra y el género musical soca han influido en su estilo musical. Trainor cita a Bruno Mars, Britney Spears, Ray Charles, Stevie Wonder, Earth Wind & Fire, Ariana Grande, Jason Mraz, *NSYNC y T-Pain como sus influencias. Ella se interesó en la música soca, por las raíces trinitenses de un tío; afirma que es su «sonido favorito». Cuando niña estaba apasionada con la banda sonora de Tarzán, y quiso ser una artista como la protagonista de la serie Lizzie McGuire, Hilary Duff. Cuando comenzó a componer música en la adolescencia, Trainor tomaba como referencia las obras de los intérpretes Phil Collins, Stevie Wonder y Frank Sinatra; sobre todo las de Sinatra por sus «letras y las melodías pegadizas».

## Discografía
| Álbumes de estudio - 2015: Title - 2016: Thank You - 2020: Treat Myself - 2020: A Very Trainor Christmas - 2022: Takin' It Back - 2024: Timeless Extended play - 2014: Title (EP) - 2015: Spotify Sessions - 2019: The Love Train | Sencillos - «All About That Bass» - «Lips Are Movin» - «Dear Future Husband» - «Like I'm Gonna Lose You»(con John Legend) - «NO» - «Me Too» - «Better» - «No Excuses» - «Let You Be Right» - «Can’t Dance» - «All The Ways» - «Bad for me» - «Made You Look» - «Been Like This» |

## Giras musicales
- That Bass Tour (2014)
- The MTrain Tour (2015)
- The Untouchable Tour (2016)
- The Timeless Tour (2024)

### Publicaciones consultadas
- Billboard (2 de enero de 2016). Grammys 2016 Preview: What You Need to Know About Best New Artist Nominees From Courtney Barnett to James Bay. 39 (en inglés) 127. Nueva York: Prometheus Global Media. Consultado el 9 de enero de 2016.